# Per Samuel Drysén
Per (eller Peter) Samuel Drysén, född den 9 februari 1760 i Visingsö socken, död den 10 maj 1818 i Stockholm, var en svensk präst, son till prosten Johan Drysén. 

## Biografi
Efter skolgång i Växjö blev Drysén student vid Uppsala universitet 1777. Han prästvigdes i Uppsala den 14 december 1783 och avlade pastoralexamen där den 16 mars 1785. Han blev ordinarie och tjänstgörande kunglig hovpredikant den 17 april 1787. Han utnämndes till kyrkoherde i Adolf Fredriks församling i Stockholm den 3 juni 1788 och till pastor primarius, kyrkoherde i Storkyrkoförsamlingen och preses i Stockholms stads konsistorium den 4 november 1812. 
Teologie doktor blev han vid Karl XIII:s kröning 1809. Han blev ledamot av Samfundet Pro fide et christianismo 1792 och var ordförande där 1812–15. Riksdagsman i prästeståndet var han vid riksmötena 1809–10, 1810, 1812, 1815, 1817–18. Han var ledamot av statsutskottet vid alla dessa riksdagar och ledamot av förstärkta konstitutionsutskottet 1815 samt riksbanksfullmäktig 1809–17. År  1810 blev han ledamot av Nordstjärneorden.
Robert Murray skriver i Svenskt biografiskt lexikon: "I den mån man kan göra sig en bild av D. som teolog, var han en upplysningens företrädare." Om detta vittnar hans "Försök till en fri öfversättning af Pauli bref till de i Rom varande christna" (utgiven 1799). Dryséns tanke var att "översätta efter meningen så, som man föreställer sig att auktorn skrivit, ifall han nyttjat översättarens tungomål". Han ville att alla, även icke språkkunniga lekmän, skulle kunna läsa Bibeln i en modernare version. Han formulerade programmet så: "Jag är övertygad, att Jesu lära uthärdar och segrar över den strängaste granskning av det skarpsyntaste förnuft." 
Han hade dedicerat översättningen till Gustav IV Adolf, men försummat att inlämna den till censur, vilket ledde till att upplagan indrogs efter ingripande från justitiekanslersämbetet och Stockholms stads konsistorium. Han lär sedan ha utgivit en del skrifter anonymt. Endast två tal utkom under hans eget namn. Störst anseende åtnjöt han för sin sakkunskap på det ekonomiska området. Murray avslutar sin levnadsteckning med orden: "J.O. Wallin, som blev D: s efterträdare i Adolf Fredrik, talar om hans sällsynta skicklighet för allmänna värv, och detta var utan tvivel vad samtiden vid hans frånfälle mest hade i tankarna."